# Revolución Liberal Restauradora
La Revolución Liberal Restauradora, también conocida como la Invasión de los 60 por el número de hombres con los que se inicia el movimiento, fue una expedición de venezolanos exiliados en Colombia al mando de Cipriano Castro iniciada el 23 de mayo de 1899 que tuvo como finalidad derrocar el gobierno del presidente Ignacio Andrade.

## Antecedentes

### Cipriano Castro
En 1892 Cipriano Castro se desempeñaba como gobernador del Tachira cuando tuvo que partir al exilio debido al triunfo de la Revolución Legalista. Pasó 7 años en Colombia esperando el momento perfecto para regresar al país.

### Crisis en el gobierno
En 1898 Ignacio Andrade llega al poder en Venezuela como resultado de un fraude electoral en las elecciones de 1897. Fue designado por Joaquín Crespo, pero no gozó de la misma autoridad que su patrón, lo que dio lugar a la fallida Revolución de Queipa que culminó con la muerte de Joaquín Crespo en la Batalla de la Mata Carmelera y el encarcelamiento de José Manuel Hernández, que hizo crecer la oposición al gobierno.

La crisis política experimentada por el régimen de Ignacio Andrade y el liberalismo amarillo en general, después de la muerte de Joaquín Crespo fue la oportunidad para que Cipriano Castro pusiera en marcha la última fase del movimiento revolucionario que estaba organizando en su exilio en Colombia.

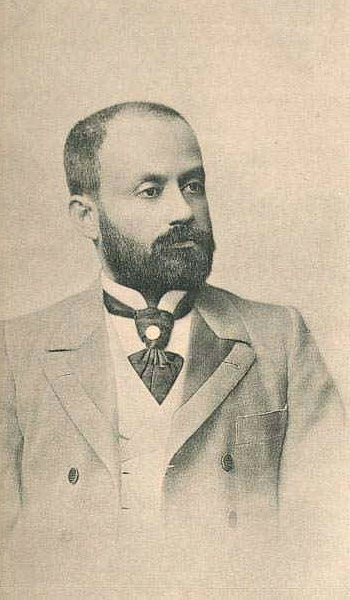
Cipriano Castro.

Desde mediados de 1898, los opositores al gobierno de Ignacio Andrade, incluidos miembros del Partido Liberal de Venezuela, comenzaron a concentrarse en el Estado Los Andes, donde comenzó a formarse un ejército de rebeldes. En un principio plantea una alianza con el también exiliado Carlos Rangel Garbiras, pero el fracaso de las conversaciones y ante la fragilidad del gobierno de Andrade, decide apoyarse solo en sus 60 hombres que acusaron a Ignacio Andrade de violar la Constitución de 1893, además de obtener el apoyo de figuras como Juan Vicente Gómez y Manuel Antonio Pulido.
Bajo el lema "Nuevos hombres, nuevas ideas, nuevos ideales" Cipriano Castro conformo el Partido Liberal Restaurador que lo espera en el Estado Los Andes. Con él comienza su revolución cruzando la frontera del Río Táchira el 23 de mayo de 1899.

## Desarrollo

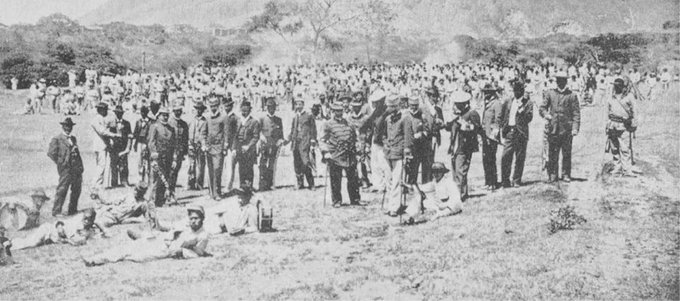
Batalla de El Zumbador.

Las fuerzas de los rebeldes o restauradores crecen a medida que entran en el centro andino venezolano para derrocar al impopular gobierno de Andrade, consiguiendo una importante victoria en la Batalla de El Zumbador.
El 12 de septiembre de 1899 con dos mil tropas vence en la Batalla de Tocuyito a cuatro mil soldados gubernamentales comandadas por el ministro de Guerra, el general Diego Bautista Ferrer, quien pierde dos mil hombres intentando asaltar las posiciones enemigas.

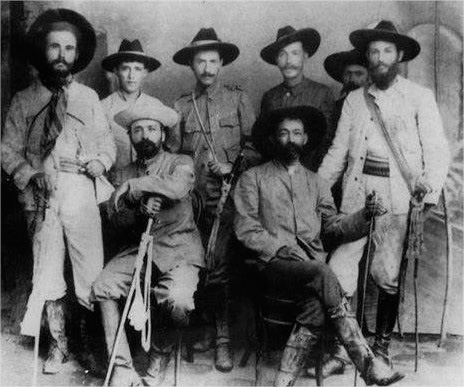
Cipriano Castro, Juan Vicente Gómez y sus hombres después de la batalla de Tocuyito.

Dos días después Ignacio Andrade asume el mando personal de la guerra y Cipriano Castro lanza una ofensiva coordinada contra Caracas. Después de esto varios caudillos y sus milicias desertan para el bando rebelde; cuando Castro se disponía a enfrentar en La Victoria Luciano Mendoza se encontró con la sorpresa que el general Ferrer decidió desobedecer las órdenes del gobierno y no hacerle frente. Con diez mil soldados, Castro entra en la capital el 23 de octubre con los generales y caudillos Luciano Mendoza, Samuel Acosta y Luis Lima Loreto. Andrade es derrocado en un golpe de Estado y forzado a exiliarse en Curazao. El presidente encargado Víctor Rodríguez Párraga le entrega el mando del país al jefe del ejército restaurador Cipriano Castro.

## Cronología de la revolución

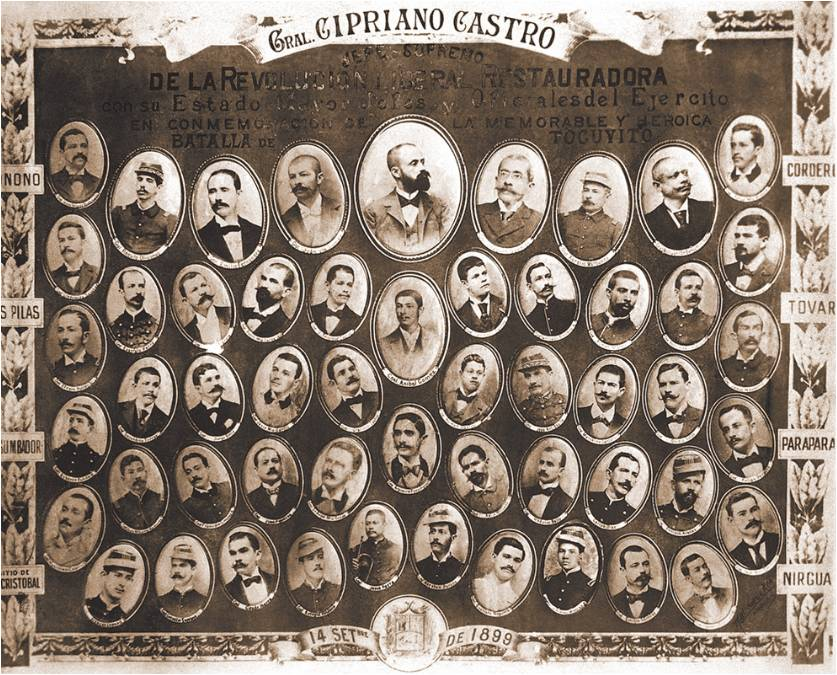
Cipriano Castro, estado mayor, jefes y oficiales de la Revolución Liberal Restauradora en 1899.

- Cipriano Castro, estado mayor, jefes y oficiales de la Revolución Liberal Restauradora en 1899.24 de mayo: Los Sesenta pasan por Capacho, donde se les unen 120 hombres más del partido castrista, entre los que se encontraba Eleazar López Contreras. Horas más tarde, el Ejército Restaurador realiza una emboscada en Tononó a las tropas del gobierno con triunfo de los restauradores.
- 27 de mayo: Los rebeldes, ya con 400 efectivos se sitúan en Las Pilas, cerca de San Cristóbal, y atacan a los refuerzos gubernamentales con un nuevo triunfo revolucionario.
- 28 de mayo: Los restauradores se asientan en Táriba donde reorganizan sus fuerzas.
- 11 de junio: Los rebeldes enfrentan en la Batalla de El Zumbador a las tropas continuistas encabezadas por Espíritu Santo Morales. Luego de cuatro horas de intensa refriega, los gubernamentales son derrotados.
- 16 de junio: Castro y sus tropas regresan a San Cristóbal y la ponen bajo asedio.
- 23 de junio y 24 de junio: Los restauradores atacan la ciudad, la cual estuvo defendida por el General Juan Pablo Peñaloza. La ciudad no pudo ser tomada.
- 12 de julio: Castro levanta el asedio ante la proximidad de 4000 efectivos del Gobierno al mando de Antonio Fernández.
- 27 de julio: Los restauradores enfrentan en el Combate de Cordero a las tropas continuistas. La artillería gubernamental obliga a los restauradores a replegarse hacia Palmira.
- 28 de julio: Tras 18 horas de intercambios, los continuistas logran reagruparse con Peñaloza en San Cristóbal.
- 31 de julio: Castro y los restauradores avanzan su camino hacia Mérida y Trujillo.
- 2 de agosto: Los restauradores deciden emprender el camino hacia el centro del país. Días después acampan en Tovar.
- 5 de agosto: Los rebeldes toman Bailadores.
- 6 de agosto: La Restauración ataca Tovar, ciudad defendida por dos mil tropas lideradas Rafael González Pacheco. Tras un fuerte combate el pueblo fue tomado.
- 9 de agosto: Castro y los restauradores llegan a Mérida.
- 16 de agosto: Ocupan Valera.
- 22 de agosto: Los rebeldes toman Carora y prosiguen su marcha.
- 26 de agosto: Castro y los restauradores se detienen en Parapara ante una crecida del río Tocuyo. Un contingente al mando de Elías Torres Aular y Lorenzo Guevara los atacan. Castro derrota a Torres en la retaguardia, mientras que Guevara emprende la retirada. Los rebeldes capturan un cañón Krupp.
- 1 de septiembre: Castro y los restauradores pasan por Barquisimeto sin ser atacados. Los rebeldes recorren Yaritagua, Urachiche y Chivacoa.
- 8 de septiembre: Los rebeldes presenta combate al General José Rosendo Medina en Nirgua. Medina es derrotado.
- 12 de septiembre: Castro llega a Tocuyito al mando de casi dos mil soldados y acampa allí. El Gobierno organiza en Valencia un gran ejército con miras a detener definitivamente al movimiento restaurador.
- 14 de septiembre: Castro, superado en una proporción 2 a 1, presenta batalla a las fuerzas del Gobierno en el pueblo de Tocuyito. El Presidente Andrade se hizo presente en La Victoria para dirigir la batalla. Los Generales continuistas Diego Bautista Ferrer y Antonio Fernández siguieron órdenes contradictorias emanadas del propio Presidente. Las maniobras militares ordenadas por Castro, sumado a las órdenes cruzadas del Presidente, sembraron el caos en las tropas del Gobierno que emprenden la retirada.
- 16 de septiembre: Los rebeldes toman Valencia. A raíz del resultado de la Batalla de Tocuyito, altos dirigentes del Gobierno comienzan a negociar el desenlace con Castro. El ministro de Hacienda Manuel Antonio Matos fungió de intermediario.
- 19 de octubre: Ignacio Andrade decide abandonar la Presidencia. Aborda el buque Bolívar de la Armada y sale rumbo al exilio en la Isla de Saint Thomas. El Vicepresidente Víctor Rodríguez Párraga asume temporalmente.
- 22 de octubre: Castro entra triunfante en Caracas, derrotando definitivamente al Gobierno.